# Warsaw Stock Exchange
Warsaw Stock Exchange (WSE), polsk: Giełda Papierów Wartościowych w Warszawie (GPW), er en børs i Warszawa i Polen. Der er ca. 483 børsnoterede selskaber på GPW, som har en samlet markedsværdi 232 mia. euro per 23. december 2020. Aktierne handles i polske zloty. De 30 mest handlede aktier på børsen er en del af WIG30-aktieindekset.